# Kasper Cichocki

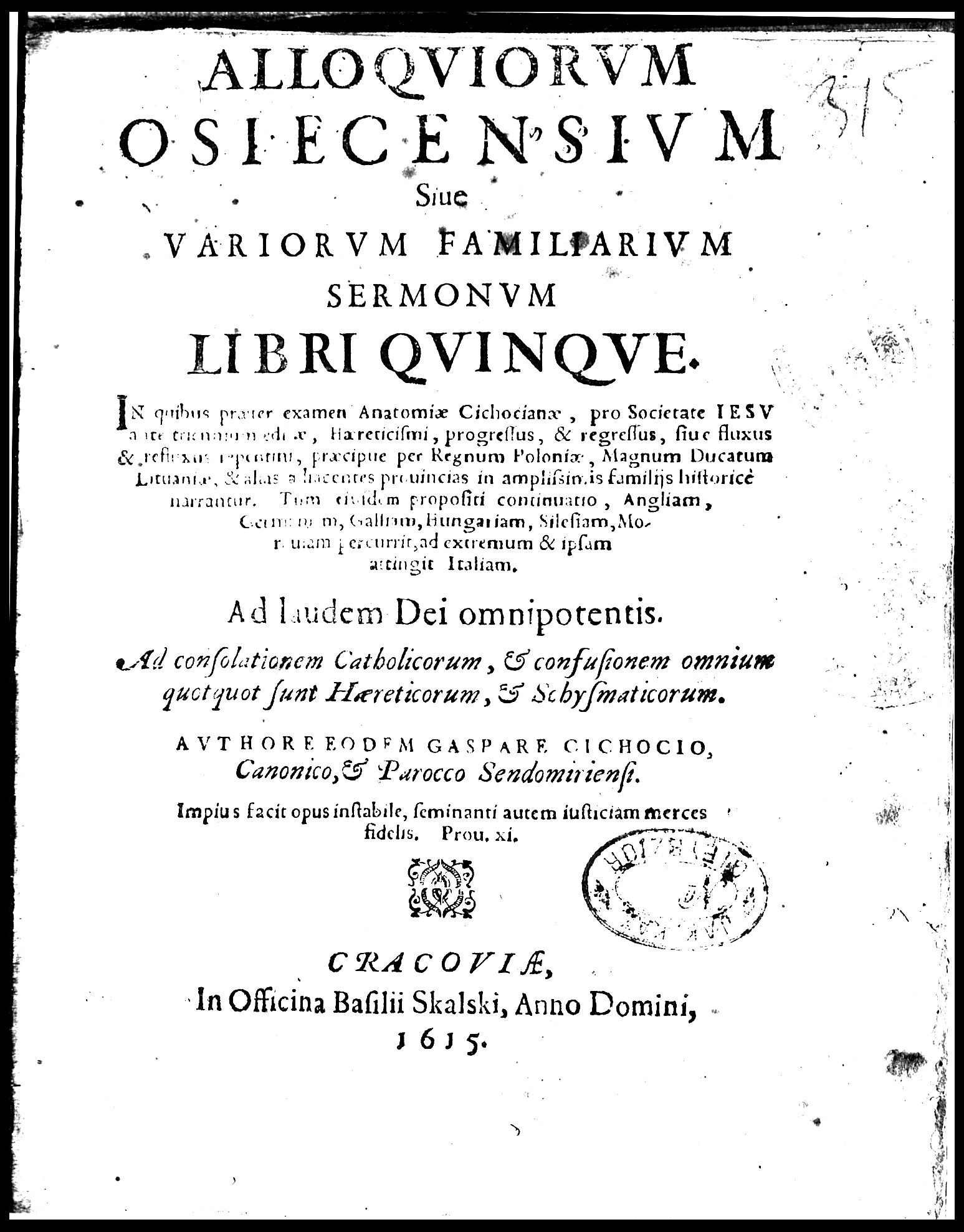
Alloqviorvm Osiecensium, 1615

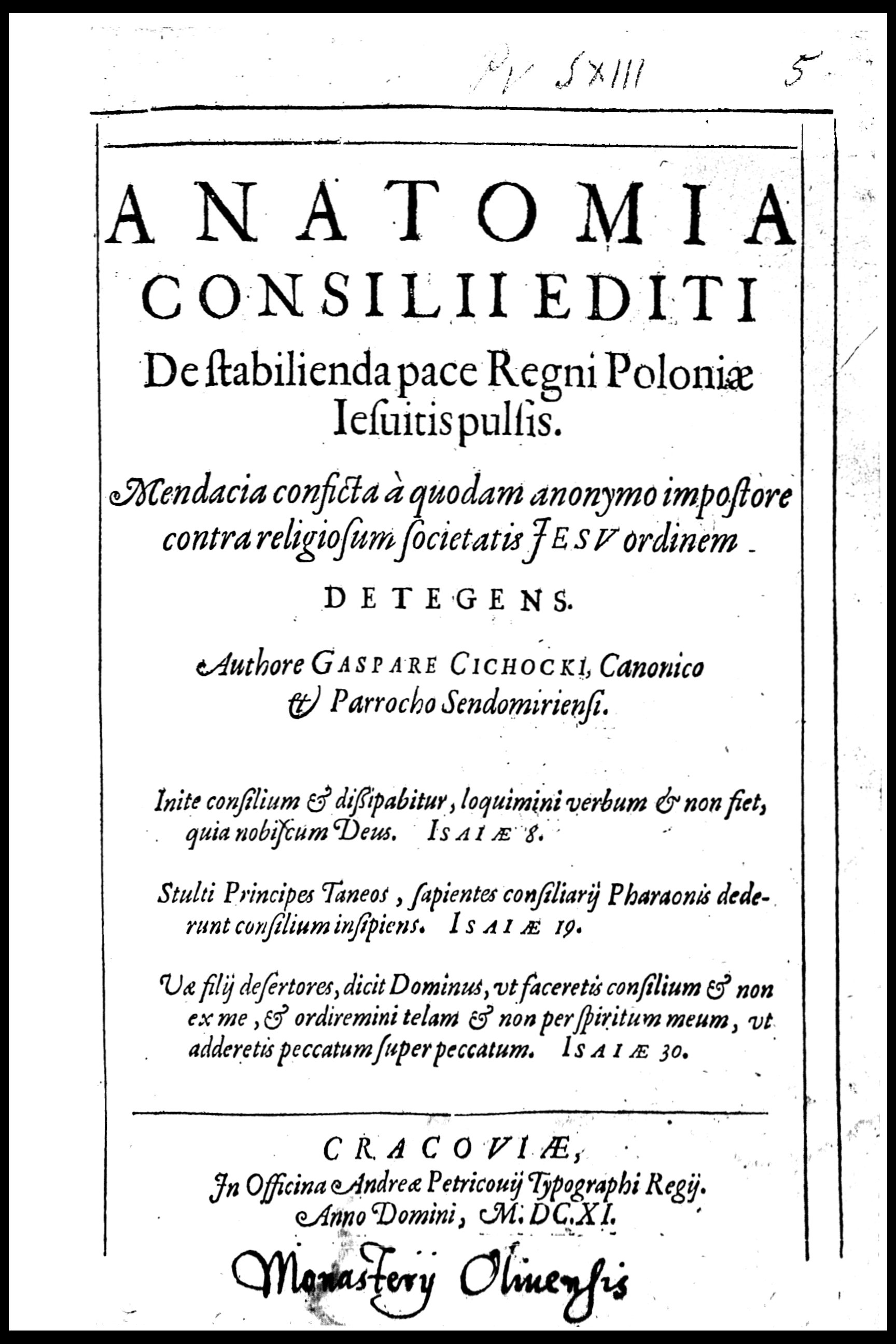
Anatomia consilii, 1611

Kasper Cichocki (ur. 1545 w Tarnowie, zm. 1616) – kanonik krakowski, kanonik sandomierski, kanonik prebendy mydłowskiej, współtwórca kolegium jezuitów w Sandomierzu, proboszcz kościoła św. Piotra w Sandomierzu, profesor na wydziale filozoficznym Akademii Krakowskiej, obok Piotra Skargi jeden z najwybitniejszych pisarzy kontrreformacji sandomierskiej. Teolog i polemista katolicki.

## Życiorys
Był synem Stanisława, mieszczanina tarnowskiego. W półroczu 1561/1562 wpisał się na listę studentów Akademii Krakowskiej, gdzie dwa lata uczył się dzięki funduszowi stypendialnemu ks. Marcina Łyczki, prepozyta kolegiaty tarnowskiej. Jako mentor kasztelanica Jana Herburta, w latach 1567-1569, studiował na uniwersytecie w Lipsku. Po powrocie do kraju, w 1570 zdobył stopień bakałarza nauk wyzwolonych i wykładał głównie Cycerona. W 1574, jako preceptor grupy młodzieży uniwersyteckiej, udał się do Ingolstadt. Powróciwszy przyjął służbę na dworze prymasa Jakuba Uchańskiego. W latach 1578–1584 pełnił urząd pisarza w kancelarii podskarbiego koronnego Jacka Młodziejowskiego, towarzysząc wojsku we wszystkich 3 wyprawach przeciw Moskwie. Po zakończeniu 3. wyprawy powrócił do przerwanych studiów. Po krótkim pobycie na Akademii Wileńskiej, w grudniu 1584 do kolegium Sapienzy w Rzymie, gdzie słuchał wykładów R. Bellarmina. Zły stan zdrowia i brak pieniędzy zmusiły go (styczeń 1587) do powrotu. W kraju przyjął święcenia kapłańskie i osiadł w Sandomierzu. W marcu 1595 otrzymał kanonię kolegiaty sandomierskiej, do której wkrótce dołączył 3 probostwa: w Górach, Św. Piotra w Sandormierzu i w Samborzu oraz kanonię wileńską. Jako gorący zwolennik jezuitów doprowadził do otwarcia ich kolegium w Sandomierzu.
Swoim dziełem Alloquiorum Osiecensium sive variorum familiarum sermonum libri V, dedykowanym opatowi Hieronimowi Ossolińskiemu, naraził się bezpośrednio królowi angielskiemu Jakubowi I, przypisując władcom Anglii liczne zbrodnie. Skandal, jaki wywołał tą publikacją, spotkał się z ostrą reakcją dworu angielskiego. W końcu lipca 1615 Jakub I wysłał do Zygmunta III, swego posła Johna Dickensona z żądaniem zadośćuczynienia za obrażające zwroty w stosunku do angielskiego monarchy. Sprawy tej zręcznie bronił kanclerz Feliks Kryski. W trakcie tych niesnasek na dworze królewskim Cichocki zmarł (1616).

## Dzieła
- Anatomia consilii editi de stabilienda pace Regni Poloniae Iesuitis pulsis[2], Kraków 1611, drukarnia A. Piotrkowczyk, (przekł. polski, dziś nieznany, pt. Rozbiór rady danej do ustalenia pokoju Polski wypędziwszy jezuitów, Kraków 1611) - odpowiedź na paszkwil antyjezuicki pt. Consilium de recuperanda pace, wyd. 2, 1609
- Alloquiorum Osiecensium sive variorum familiarum sermonum libri V[3], powst. 1611, uzupełn. 1614, wyd. Kraków 1615, drukarnia B. Skalski, (niewyczerpana kopalnia wiadomości o cofaniu się reformacji wśród szlachty)

## Listy i materiały
- Do P. Gorczyna (Gorczyńskiego), Kraków lub Wilno, 1572-1574; do J. Młodeckiego, Rzym: 17 marca i 3 października 1585; 18 kwietnia oraz 16 i 20 października 1586; wyd. T. Wierzbowski Materiały do dziejów piśmiennictwa polskiego, t. 1, Warszawa 1900[4]
- Kwit, Wilno, 14 lipca 1588, wyd. T. Wierzbowski Materiały do dziejów piśmiennictwa polskiego, t. 1, Warszawa 1900
- Materiały dot. zatargu o dzieło Alloquiorum Osiecensium sive variorum familiarum sermonum libri V, (mowa J. Dickensona z 20 października 1615, odpowiedź kanclerza F. Kryskiego z 1615)